# Knife or Death
Knife or Death (oficialmente Forged in Fire: Knife or Death ) es una serie de competencia estadounidense que se transmite en el canal History . Es un derivado de la exitosa serie de televisión Forged in Fire .
El espectáculo es presentado por el exjugador de la NFL y luchador profesional de WCW / WWE Bill Goldberg, junto con el coanfitrión Tu Lam, un ex soldado de las Fuerzas Especiales del Ejército de EE. UU., Artista marcial y experto en armas blancas. El dos veces campeón de Forged in Fire, Travis Wuertz, asiste como especialista en inspección de cuchillas de la feria.
El espectáculo es presentado por el exjugador de la NFL y luchador profesional de WCW / WWE Bill Goldberg, junto con el coanfitrión Tu Lam, un ex soldado de las Fuerzas Especiales del Ejército de EE. UU., Artista marcial y experto en armas blancas. El dos veces campeón de Forged in Fire, Travis Wuertz, asiste como especialista en inspección de cuchillas de la feria.
En cada episodio, ocho concursantes compiten en dos rondas, usando armas afiladas que ellos mismos han forjado o fabricado según sus especificaciones. Deben someter sus armas a un examen preliminar por parte de Wuertz y pueden ser descalificados inmediatamente en caso de un problema de seguridad o falla. El concursante que termine el curso de la segunda ronda en el menor tiempo avanza al final de temporada, con un premio en efectivo de $ 20,000 en juego.
Knife or Death se estrenó el 17 de abril de 2018 en History y es producido por Outpost Entertainment.

## Formato
Los concursantes de cada episodio corren dos pistas de obstáculos individualmente. Se agrega una penalización de 25 segundos al tiempo de un competidor por cada falla en completar un obstáculo correctamente, y una falla catastrófica del arma (definida como daño que hace que un arma sea insegura o ineficaz para su uso posterior) resulta en la descalificación.

### Ronda uno: pelea con cuchillo
La primera ronda, "Knife Fight", es un curso que prueba la calidad de las armas de los concursantes y su capacidad para atacar objetivos estacionarios. Los dos que terminan el curso o se mueven más lejos en el menor tiempo avanzan a la segunda ronda. El curso consta de cinco obstáculos:
La primera ronda, "Knife Fight", es un curso que prueba la calidad de las armas de los concursantes y su capacidad para atacar objetivos estacionarios. Los dos que terminan el curso o se mueven más lejos en el menor tiempo avanzan a la segunda ronda. El curso consta de cinco obstáculos:
- Trailblazer : Corta seis tacos de madera de 1 "o cuerdas de cáñamo, cada una de las cuales libera una antorcha para columpiarse en un cubo.
- Stick and Move : Tres contenedores (incluyendo una caja de madera y un cubo de plástico) cuelgan de cadenas con contrapesos suspendidos en el otro extremo. Cada contenedor debe perforarse / dañarse para que se derrame suficiente contenido como para permitir que su contrapeso golpee el piso.
- Pico de hielo : golpea un bloque de hielo de 3 pies de altura y perfora un tubo de líquido que corre por su centro.
- Línea de vida : corte limpiamente a través de tres objetivos colgantes: un pollo, un pez y un tubo de plástico lleno de arena. Al competidor se le da un intento por blanco; una falla en cualquiera de ellos detiene el reloj y finaliza la carrera del competidor inmediatamente.
- Llamada al telón : Corta dos blancos colgantes: una losa de panceta de cerdo y una pieza de chapa. El competidor debe entonces clavar la hoja en un muñón de madera para detener el reloj.

### Segunda ronda: Dead Run
La segunda ronda, "Dead Run", es un curso destinado a probar la velocidad, el tiempo, la precisión y la precisión de los dos concursantes restantes en el manejo de sus espadas contra objetivos fijos y móviles. El concursante que finaliza el curso en el menor tiempo avanza al final de temporada. Este curso consta de seis obstáculos:
- Cuchillo para bistec : corte cinco bistecs a la mitad mientras cuelgan de un carrusel giratorio.
- Extintor : Cuatro velas encendidas se colocan debajo de los embudos. Para cada uno, el concursante debe cortar una cuerda para soltar una botella de agua, luego cortar la botella en el downswing para que caiga suficiente agua en el embudo para que corra y apague la vela.
- Corte de peso : corte 40 libras cada uno de un bloque de hielo colgante y una parrilla de losas de carne.
- Caída libre : una a la vez, corte 10 sandías por la mitad a medida que salen de los conductos superiores. Cada corte debe exponer la pulpa roja del melón para poder contar.
- Zona de ataque : corte una cuerda para soltar una cortina, luego corte todos los objetivos detrás de ella (cuerdas, botellas de agua, trozos de carne, etc.) por la mitad.
- Tormenta de fuego : corta dos cuerdas, suelta un tramo de escalones para que caigan en su lugar, luego sube los escalones hasta una plataforma y corta una pila de caña de azúcar.

### Cambios al final de temporada
En el final de temporada, los ganadores de los cinco episodios y el subcampeón con el tiempo más rápido en Dead Run compiten por el premio de $ 20,000. Todos los objetivos son más gruesos y / o están hechos de materiales más resistentes, con los siguientes cambios específicos:
- Pico de hielo: el bloque de hielo tiene dos tubos de líquido incrustados que deben perforarse.
- Lifeline: Ya no es un obstáculo de muerte súbita. El competidor puede realizar múltiples intentos, pero incurre en una penalización de tiempo por cada intento después del primero en un objetivo.
- Llamada al telón: El concursante debe atravesar tres blancos (lomo de cerdo, madera contrachapada, chapa).
- Steak Knife: Asador renombrado, con pollos reemplazando los filetes.
- Corte de peso: la rejilla de losas de carne se reemplaza por un segundo bloque de hielo, y el concursante debe cortar al menos 80 libras de cada bloque antes de avanzar.

## Temporadas
| Temporada | Temporada | Episodios | comienzo             | Fin                      |
| --------- | --------- | --------- | -------------------- | ------------------------ |
|           | 1         | 8         | 17 de abril de 2018  | 22 de mayo de 2018       |
|           | 2         | 8         | 3 de octubre de 2018 | 22 de noviembre de 2018  |
|           | 3         | 8         | 28 de agosto de 2019 | 19 de septiembre de 2019 |

## Episodios

### Temporada 1 (2018)
| Episodio | Fecha de emisión original | Título                 | Ganador          | Hora |
| -------- | ------------------------- | ---------------------- | ---------------- | ---- |
|          |                           |                        |                  |      |
| 1        | 17 de abril de 2018       | "The Last Samurai"     | Jo Smith         | 3:11 |
| 2        | 24 de abril de 2018       | "All the Barong Moves" | Jason Johnson    | 3:28 |
| 3        | 1 de mayo de 2018         | A Fish Called Lifeline | Michael Allenson | 2:51 |
| 4        | 8 de mayo de 2018         | "Super Smash Bros."    | Dwayne Unger     | 3:45 |
| 5        | 15 de mayo de 2018        | "The Kukri Monster"    | Jacob Gayton     | 5:01 |
| 6        | 22 de mayo de 2018        | "Last Action Hero"     | Michael Allenson | 2:06 |

### S01E01 El último samurái
Carl, vestido con un atuendo tradicional japonés, presenta una Katana, pero se dobla sobre el bloque de hielo en "Ice Pick" y no corta el pescado en "Lifeline".
David quedó en segundo lugar en 'Forged in Fire' y forjó un cuchillo Bolo personalizado, pero rompe la hoja por la mitad en la caja en "Stick And Move".
Rodrigo es de Brasil y trae una espada Kopis, pero no logra cortar el pez en "Lifeline".
Jo, un helicóptero de competición de Georgia presenta un helicóptero de competición gigante, pero no corta el pollo en "Lifeline".
Pat, un herrero a tiempo parcial y profesor de taller de secundaria, siempre compite con una falda escocesa debido a la herencia irlandesa de su familia y fabricó un cuchillo con mango de bambú y goma, pero no corta el pollo en "Lifeline".
Craig estudia artes marciales africanas y trajo un Bowie de Palestina, pero rompió el mango en la espiga, descalificándolo.
Jo, un herrero y competidor de deportes con cuchillas es el Campeón Nacional de Puntos Amateur 2017 de Texas, forjó un Chopper de Competencia, pero nuevamente no corta el pez en "Lifeline".
Nadie completó el recorrido, por lo que los dos competidores que llegaron al pez en el tiempo más rápido pasarán a la segunda ronda.
El tiempo de Jo fue el más rápido en 1:37, Rodrigo fue 2:02 y el de Carl 3:28 eliminándolo. Al final, Jo supera el tiempo de "Death Run" de Rodrego de 5:46 con una carrera rápida de 3:11 para llevarse la victoria.

### S01E02 Todos los movimientos de Barong
Braulio, un artista marcial filipino trae un Barong de 100 años, pero no corta la tubería en "Lifeline".
Shawn, un artista marcial muestra una espada de War Falchion a dos manos forjada por un amigo, pero se rompe en el bloque de hielo en "Ice Pick" y es descalificado.
Chris es un carnicero y elige un cuchillo de carnicero, pero no corta el pollo en "Lifeline".
Dustin, nuevo en la herrería, forja una Falcata y completa el curso.
Nicole es dos veces campeona mundial de competencia de picar y trae un picador de competencia, pero no corta el pollo en "Lifeline".
Casey es un veterano de combate que utiliza un helicóptero de competición para completar el curso.
Chris enseña combate para el escenario y el cine y trae un cuchillo Bowie forjado por un amigo, pero no corta el pez en "Lifeline".
Jason es un lanzador de cuchillos que presenta un Kukri nepalí y completa el curso.
Casey, Jason y Dustin fueron los únicos tres en completar el recorrido de la primera ronda, pero solo los dos con el tiempo más rápido avanzan y Casey es eliminado.
Dustin completa "Death Run" en 4:26, pero Jason avanza rápidamente en el campo en 3:28 para llevarse la corona a casa.

### S01E03 Un pez llamado salvavidas
Ben, un ex chef, forjó un Viking Norse Seax modernizado, pero no corta el pescado en "Lifeline".
Brian, un artista marcial, trae una espada filipina que un estudiante trajo de sus viajes,
pero Travis falla la hoja por razones de seguridad; falta de dureza de la hoja y mala construcción del mango.
Da'mon, un instructor de artes marciales, muestra su Khopesh egipcio curvo, pero tampoco logra cortar el pez en "Lifeline".
Dave, un chef, muestra su Espada Messer alemana, la dobla sobre el bloque de hielo en "Pico de hielo" y, por tercera vez consecutiva, no corta el pescado en "Lifeline".
James, el Campeón del Mundo de Bladesports 2017 trae un Chopper de Competencia que hizo para sus competencias y completa el recorrido.
Sarah, una artista marcial y veterana de combate, presenta una espada Katana japonesa, pero no logra cortar el pez en "Lifeline".
Michael, vestido con una camisa kilt & ghillie, presenta una espada larga tipo 18b de Oakeshott y completa el curso.
Los únicos dos en completar el recorrido de la primera ronda, James y Michael pasan a la segunda ronda, "Death Run". James completa el recorrido en 5:17, pero Michael lo ejecuta en un récord de 2:51 para la victoria.

### S01E04 Super Smash Bros.
Zane es un herrero de Texas y trae un cuchillo Bowie que hizo, pero no cortó el pescado en "Lifeline".
Chris es un forjador de cuchillas y un competidor de picado que hizo su propio Competition Chopper y completa el curso.
José es un soldado de carrera y artista marcial que trae un Chopper con una punta Tanto, pero no puede atravesar el pez en "Lifeline".
Dwayne compite en competencias de palas contra Chris e hizo su Competition Chopper para esta competencia y también completa el curso.
Matthew es un artista marcial y vestido con una falda escocesa, presenta un Seax hecho para él, pero no cortó el pollo en "Lifeline".
Melanie enseña Tae Kwon Do y muestra su Espada Bastarda Medieval con un atuendo formal de artes marciales y completa el curso, la primera mujer en hacerlo.
Josh es un diseñador de armas y herrero que estuvo en Forged in Fire dos veces, quedando en segundo lugar que ganando la siguiente. Trae su cuchillo de guerra Celtiberian Ring Pommel War y completa el recorrido, el primero en hacerlo sin incurrir en una sola penalización.
Chris, Dwayne, Melanie y Josh completaron el recorrido, pero solo los dos tiempos más rápidos pasarán a la segunda ronda.
Chris hizo el mejor tiempo y Dwayne quedó en segundo lugar, enviando a Melanie y Josh a casa.
Dwayne incurre en 3 penalizaciones, pero completa "Dead Run" en 3:45. Chris también incurre en algunas penalizaciones y completa el recorrido con un tiempo de 4:30, convirtiendo a Dwayne en el ganador.

### S01E05 El monstruo de Kukri
Chris es un artista marcial, presenta un Barong antiguo de 80 años y completa el curso.
Adam es un doble y un herrero que trae un Kukri modificado que hizo, pero no corta el pollo en "Lifeline".
Jessi ha estado compitiendo en deportes con palas durante 6 años y es la primera campeona nacional femenina. Ella maneja su Competition Chopper que fue hecho para ella, pero no logra atravesar el pollo en "Lifeline".
Wayne es un herrero que muestra con orgullo su Chopper de dos manos personalizado y completa rápidamente el curso.
Jon disfruta del combate medieval y vestido con un atuendo de caballero, lleva un Seax escandinavo modificado para completar también el curso.
Jacob, de 19 años, ha estado fabricando cuchillos durante 5 años y forjó un híbrido Kukri / Bowie y también completa rápidamente el curso.
Brian es un oficial de correccionales que ha estudiado artes marciales filipinas durante 27 años, trae un Kukri personalizado, pero no logra cortar el pescado en "Lifeline".
Chris, Wayne, Jon y Jacob completaron el curso. Wayne con el mejor tiempo de la noche, una carrera de: 58 y Jacob con 1:11 pasa a la segunda ronda.
Wayne incurre en 19 penalizaciones a lo largo del curso, pero logra completar "Death Run" en 7:15. Jacob también incurre en 8 penaltis, completando el recorrido con un tiempo total de 5:01, convirtiéndolo en el ganador.

### S01E06 Final de temporada
6 competidores, Jo, Jason, Michael, Dwayne, Jacob y un comodín.
Jason va primero con su Kukri. Jo va segundo. Jacob es el siguiente. El comodín es el siguiente. Michael es el siguiente. Dwayne es el siguiente.
El Gran Campeón y ganador del premio de $ 20,000 se determinará entre los seis mejores competidores.

### Temporada 2 (2018)
| Episodio | Fecha de emisión original | Título                       | Ganador     | Tiempo |
| -------- | ------------------------- | ---------------------------- | ----------- | ------ |
|          |                           |                              |             |        |
| 1        | 3 de octubre de 2018      | "David vs. Goliath"          | Keith       | 6:50   |
| 2        | 10 de octubre de 2018     | "Military All-Stars"         | Jonathon    | 8:09   |
| 3        | 17 de octubre de 2018     | "Death Fish"                 | Eric        | 4:10   |
| 4        | 24 de octubre de 2018     | "Seax & Violence"            | Tom         | 5:25   |
| 5        | 31 de octubre de 2018     | "Fortune Kukri"              | Earl Culver | 5:05   |
| 6        | 7 de noviembre de 2018    | "Messers of the Universe"    | Joel        | 4:43   |
| 7        | 14 de noviembre de 2018   | "Hard Knock Knife"           | Jeff R.     | 9:02   |
| 8        | 21 de noviembre de 2018   | "Blade Fest of the Champion" | Keith       | 5:39   |

### Temporada 3 (2019)
| Episodio | Fecha de emisión original | Título                       | Ganador         | Tiempo |
| -------- | ------------------------- | ---------------------------- | --------------- | ------ |
|          |                           |                              |                 |        |
| 1        | 28 de agosto de 2019      | "David vs. Goliath"          | Don             | 5:21   |
| 2        | 29 de agosto de 2019      | "Military All-Stars"         | Jonathon        | 5:51   |
| 3        | 5 de septiembre de 2019   | "Death Fish"                 | Duy             | NT     |
| 4        | 5 de septiembre de 2019   | "Seax & Violence"            | Sam             | 8:35   |
| 5        | 12 de septiembre de 2019  | "Fortune Kukri"              | Dan Weston      | 6:03   |
| 6        | 12 de septiembre de 2019  | "Messers of the Universe"    | RJ Kriegsmesser | 2:45   |
| 7        | 19 de sep de 2019         | "Hard Knock Knife"           | Mike            | 5:54   |
| 8        | 19 de sep de 2019         | "Blade Fest of the Champion" | Dan Weston      | 6:03   |